# Masia de Coró
La Masia de Coró, o simplement Coró, era una masia del poble de Sapeira, de l'antic terme ribagorçà de Sapeira, pertanyent actualment al municipi de Tremp.
Estava situada al nord-oest de Sapeira, al vessant nord de la serreta on s'assenta el poble de Sapeira, en un coster a l'esquerra del barranc de Llepós, a llevant del Mas de Barreda i a ponent dels Masets de Ponciano. Actualment només se'n conserven vestigis.